# Marduk Fluctus
Il Marduk Fluctus è una struttura geologica della superficie di Io.